# Sloterparkbad
Het Sloterparkbad in Amsterdam is een van de grootste zwemaccommodaties van Nederland. Het is gelegen in het Sloterpark, aan de President Allendelaan. Het is gebouwd naar ontwerp van architect Roy Gelders en is de vervanging van een ouder bad uit 1973 naar ontwerp van Manon Peyrot. 
Het huidige zwembad opende in april 2001 zijn deuren. Het beschikt onder andere over een 50-meterwedstrijdbad, een springbassin, een doelgroepenbad en een recreatiebad. Ook in het buitenterrein is een bad.

## Baden

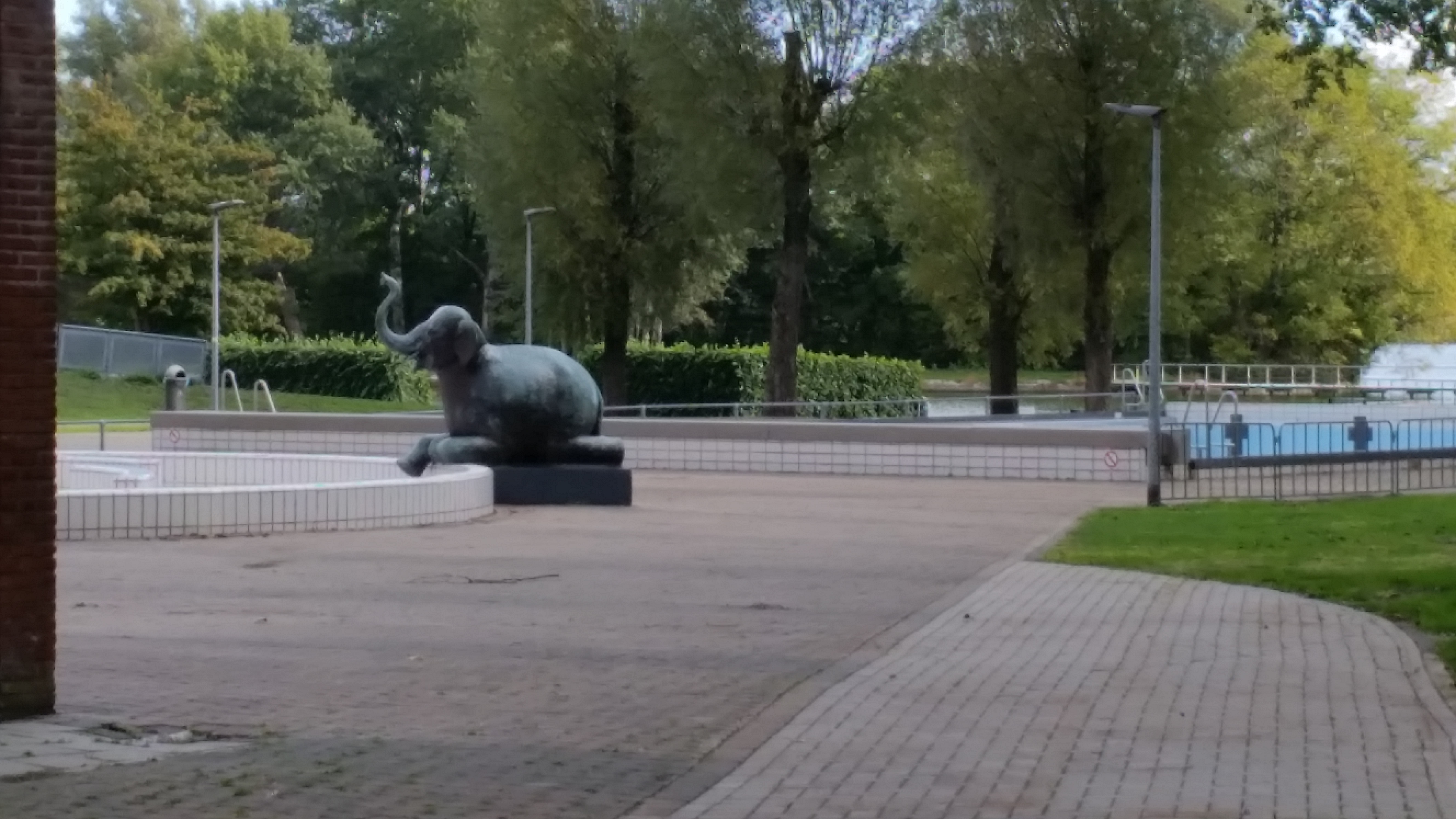
Spuitende olifant in 2018

Het Sloterparkbad heeft in totaal vijf baden:
- Er is een 50m-bad (50×20 meter) met acht wedstrijdbanen en een tribune voor 510 personen. Het kan met een keerwand opgesplitst worden in twee 25-meterbaden.
- Een doelgroepenbad van 20×10 meter met een beweegbare bodem, dat voor zwemles kan worden gebruikt.
- Een springbad (15×20 meter) met een springtoren en springplanken. Dit bad is 5 meter diep en kan niet voor recreatie worden gebruikt.
- Een recreatiebad van 300 m² met een lange glijbaan van 58 meter lang en een peuterbad.
- Een buitenbad (25×15 meter) en een peuterbad in de buitenlucht.

### NZA/De Dolfijn
Het Sloterparkbad is de thuishaven van zowel het Nationaal Zweminstituut Amsterdam als de Amsterdamse zwemvereniging De Dolfijn. Bekende topzwemmers zoals Joeri Verlinden, Sebastiaan Verschuren, Chantal Groot, Nick Driebergen en vele anderen trekken hier dagelijks hun baantjes.

### NK's en Evenementen
In april 2003 vonden er voor het eerst de Nederlandse Kampioenschappen langebaanzwemmen 2003 plaats. Daarna volgden nog de volgende kampioenschappen:
- Nederlandse kampioenschappen zwemmen 2004
- Nederlandse kampioenschappen zwemmen 2005
- Nederlandse kampioenschappen kortebaanzwemmen 2005
- Nederlandse kampioenschappen zwemmen 2007
- Open Nederlandse kampioenschappen kortebaanzwemmen 2007
- Open Nederlandse kampioenschappen kortebaanzwemmen 2008
- Open Nederlandse kampioenschappen kortebaanzwemmen 2009
- Open Nederlandse kampioenschappen kortebaanzwemmen 2010
- Open Nederlandse kampioenschappen zwemmen 2012
- Nederlandse Jeugd Kampioenschappen kortebaanzwemmen 2013
- Nederlandse Jeugd Kampioenschappen kortebaanzwemmen 2014

Tevens vindt elk jaar de Swim Cup Amsterdam plaats, met uitzondering van 2007 en 2008.
- Amsterdam Swim Cup 2002
- Amsterdam Swim Cup 2003
- Amsterdam Swim Cup 2004
- Amsterdam Swim Cup 2005
- Amsterdam Swim Cup 2006
- Amsterdam Swim Cup 2009
- Amsterdam Swim Cup 2010
- Amsterdam Swim Cup 2011
- Amsterdam Swim Cup 2012
- Amsterdam Swim Cup 2013
- Amsterdam Swim Cup 2014
- Amsterdam Swim Cup 2015
- Swim Cup Amsterdam 2017
- Swim Cup Amsterdam 2018
- Swim Cup Amsterdam 2019

## Geschiedenis

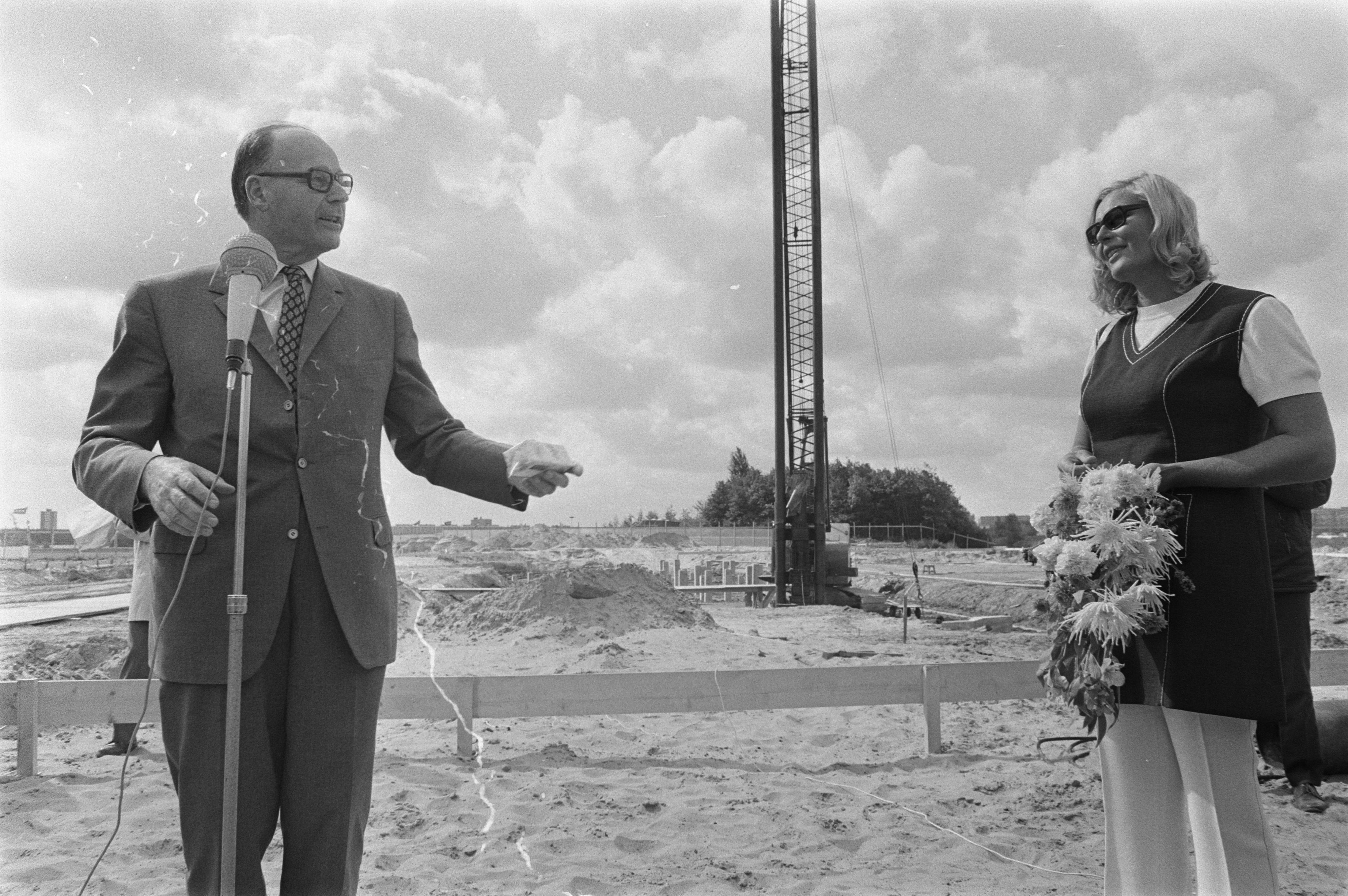
Ada Kok slaat eerste paal voor het zwembad in 1970

Het bestaande gebouw uit 2001 had een voorganger, gebouwd in 1973 en ontworpen door de architect Manon Peyrot. Dit eerste overdekte zwembad aan de Sloterplas werd gebouwd op het terrein van het openlucht Sloterplasbad, geopend in 1957, aan de noordwestelijke oever van de in 1948-1956 gegraven Sloterplas. Oorspronkelijk bestond het bad alleen uit een kinderbad met de spuitende olifant van Jan Meefout en een afgezet gedeelte van de Sloterplas tussen een tweetal eilanden. Oorspronkelijk waren dit echte eilanden, maar later werden ze onderling en met het Sloterplasbad verbonden door houten loopbruggen. Op een van de eilanden was naaktrecreatie toegestaan.

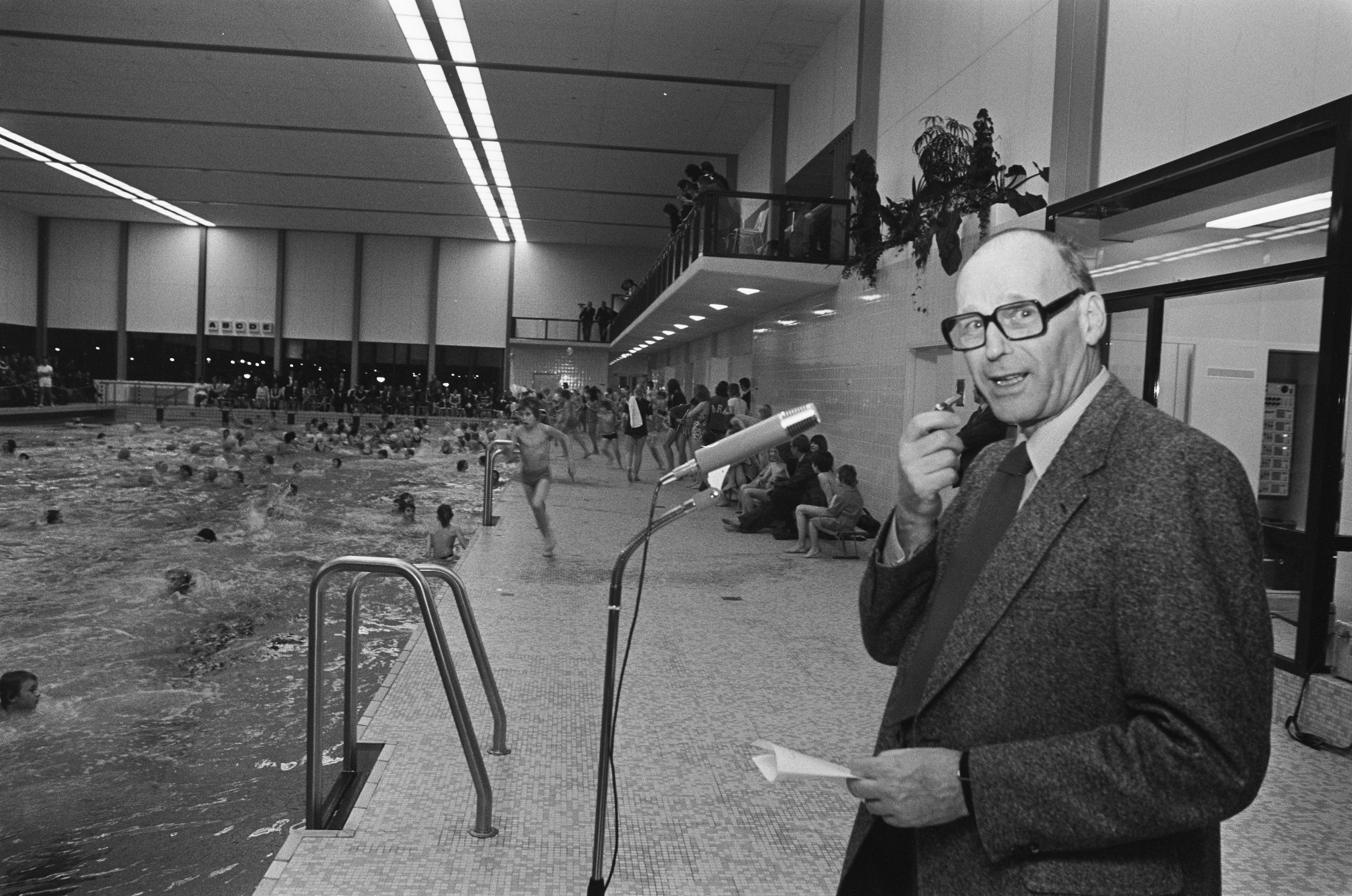
Opening van het zwembad door wethouder Verheij in 1973

In 1973 werd het overdekte bad in gebruik genomen. De kassa's, horeca, kleedkamers en technische installaties konden zowel voor het binnenbad als voor het bestaande strandbad en latere openluchtbad worden gebruikt. Het overdekte bad was daarom op de eerste verdieping gelegen. Van de kleedkamers liep een gemarkeerde "blote voeten route" naar het bad. Er was klimaatbeheersing en om te grote afkoeling te voorkomen ging men uit van een watertemperatuur van 26 graden Celsius. Ook waren er verwarmde banken voor bibberende kinderen en een drietal palmen van 100 jaar oud.
Tijdens de uren dat men vrij kon zwemmen was een systeem met letters voor de kleedkamers in gebruik. Er waren vijf kleedkamers, met de letters A tot en met E. Als een uur vrij kon worden gezwommen werd elke twaalf minuten omgeroepen en op een verlicht display getoond dat een bepaalde letter zich moest aankleden of kon gaan zwemmen. Na een uur waren alle letters geweest en begon men weer opnieuw. Indien het niet druk was, werden niet alle letters gebruikt. In 1975 kon de miljoenste bezoeker worden verwelkomd.
Een jaar later, in 1974, kwam er ook een openluchtbad, waar men de gehele dag kon verblijven. Dit bad kwam mede als vervanger van het te sluiten Akerbad. Het openluchtbad bestond uit een kinderbad, een ondiep bad met glijbaan, een normaal 25 meter lang diep bad en een vier meter diep bad met duiktoren. Deze duiktoren was geen duikplank, maar een betonnen toren waarbij men van 3 meter, 5 meter, 7,5 meter of 10 meter kon duiken of springen. Een badmeester in een scheidsrechtersstoel tegenover de toren moest het duiken en springen met zijn vingers of een megafoon coördineren om te voorkomen dat men tegelijk dook of sprong. Naast de duiktoren was er ook een hoge en lage duikplank. In dit bad was gewoon zwemmen niet toegestaan. Daarnaast bleef het natuurbad gehandhaafd.

## Fotogalerij

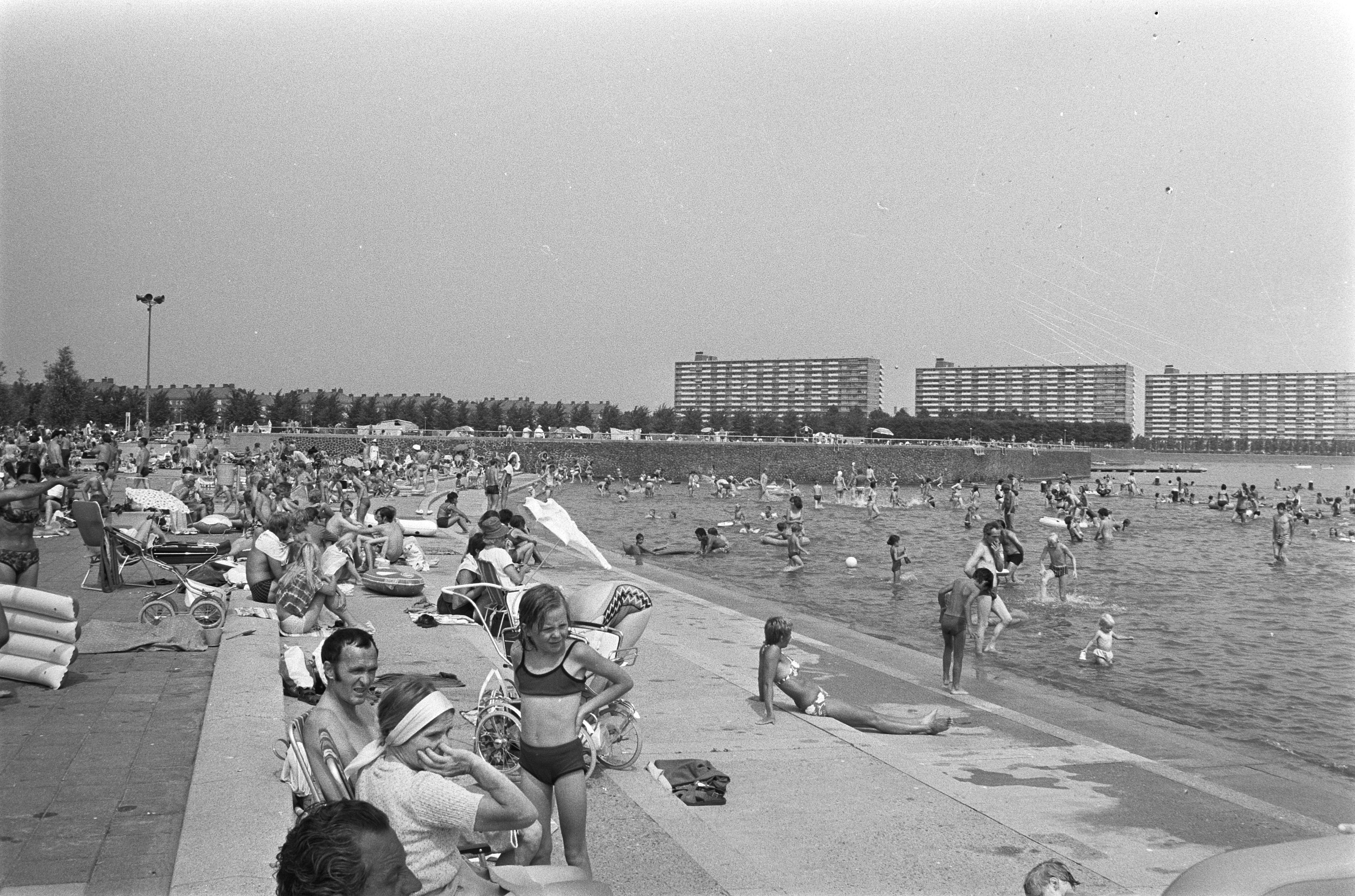
Strandbad in 1971
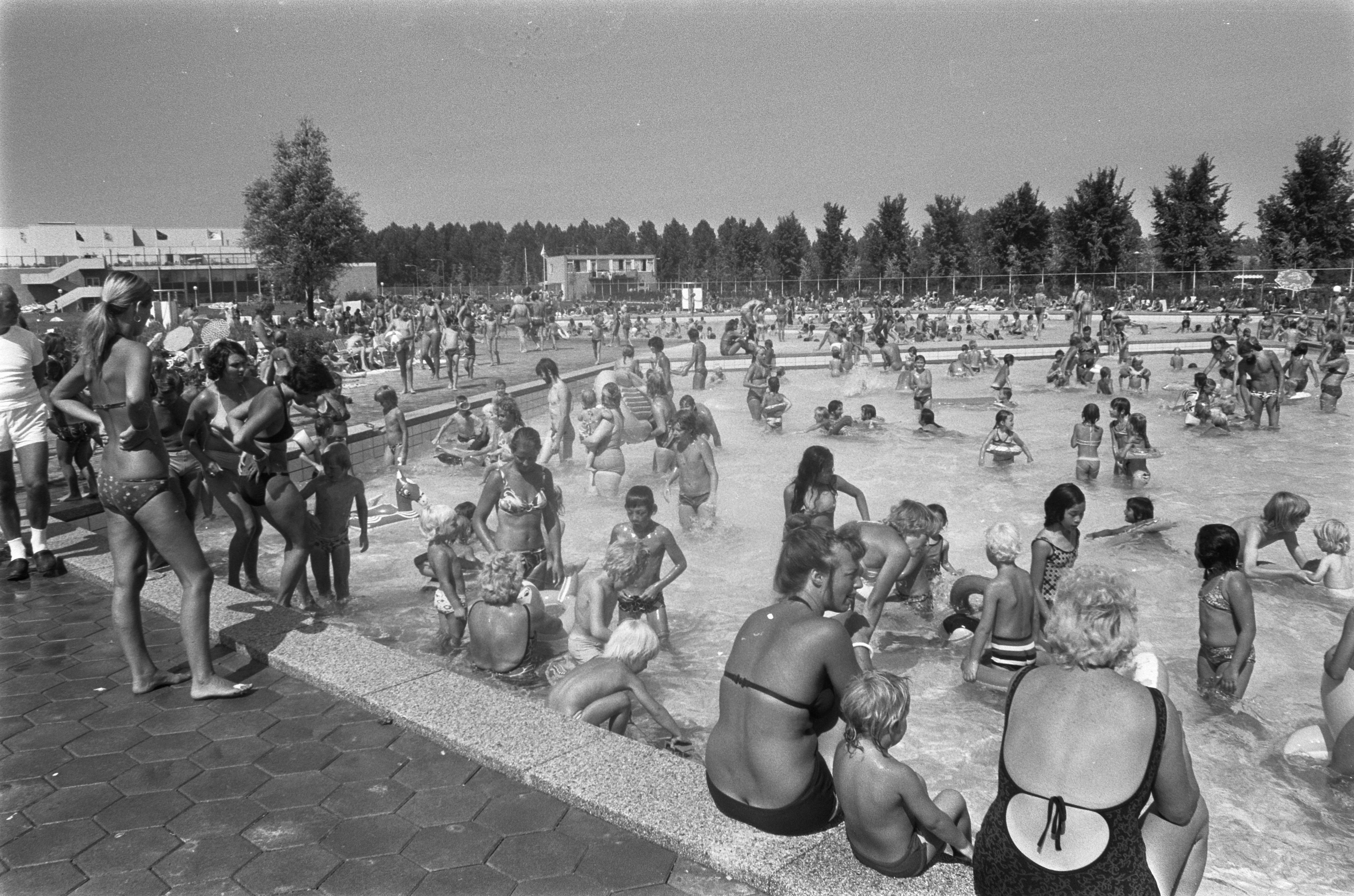
Ondiepe bad met op achtergrond het gebouw van het binnenbad in 1975
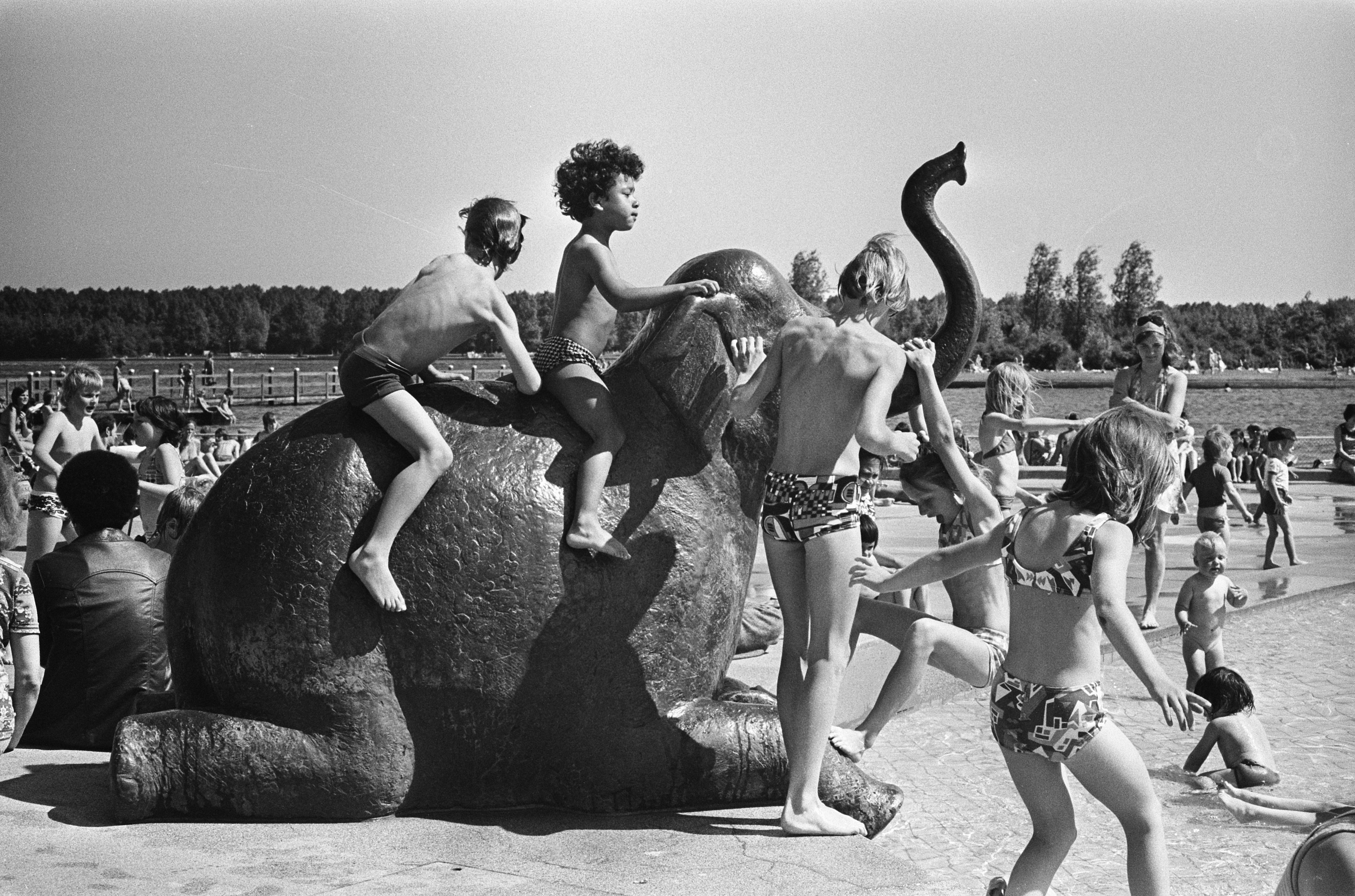
Spuitende olifant in 1975
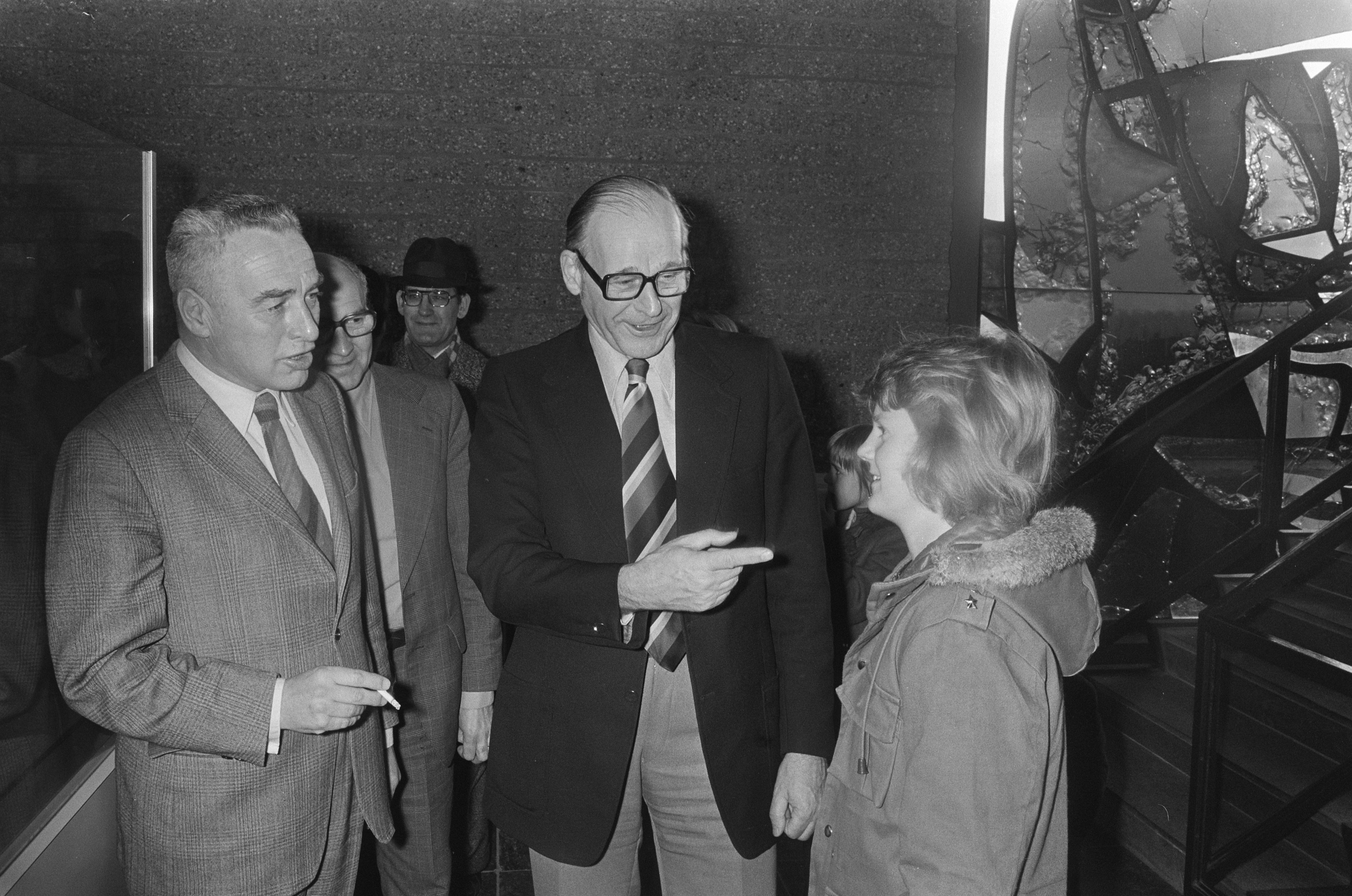
Miljoenste bezoeker in 1975
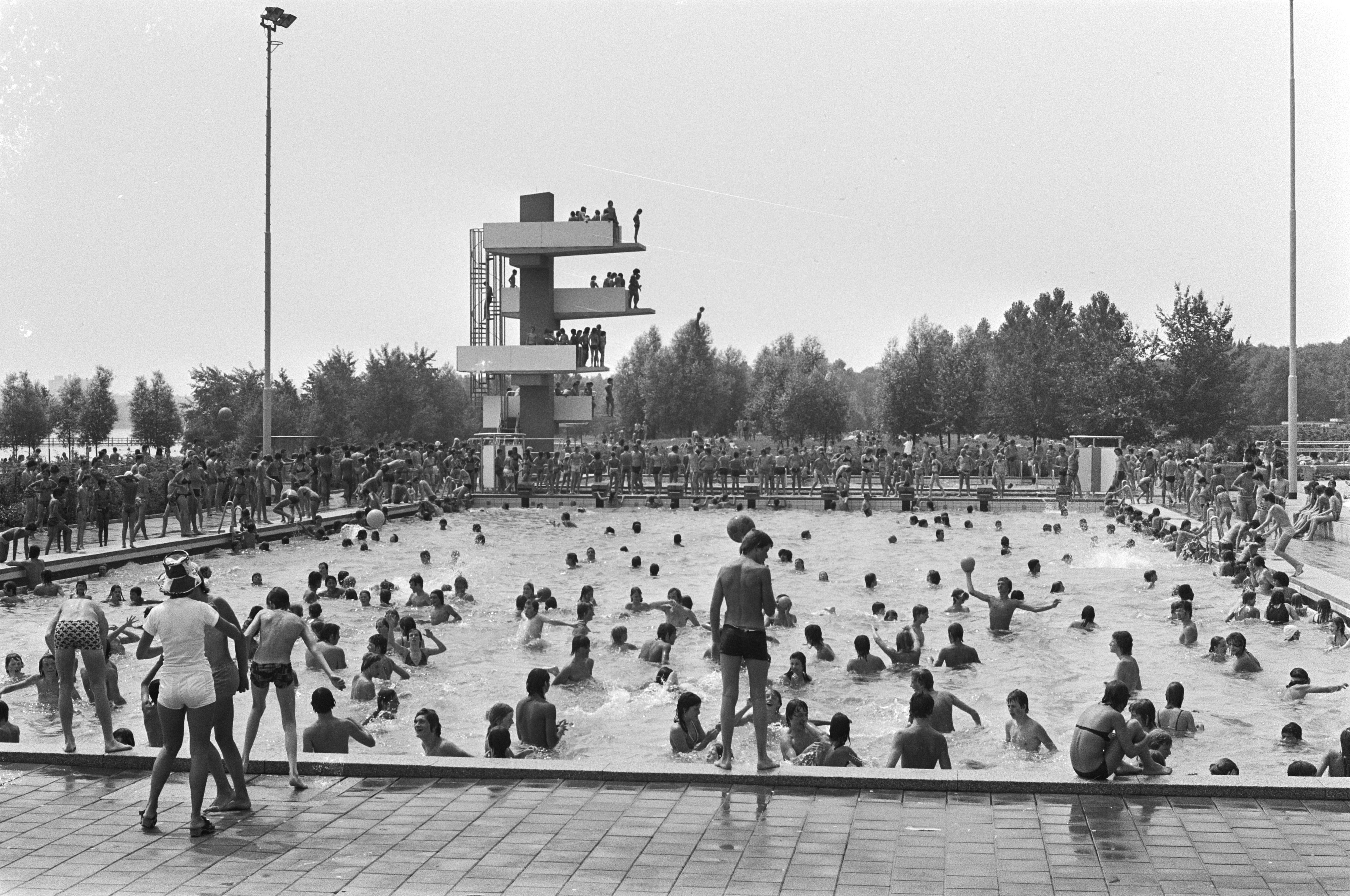
Diepe 25 meter bad en 4 meter diepe bad met duiktoren in 1976

## Brug 1819 en 1820
Het water behorende bij Strandbad Sloterpark (ofwel Strandbad Slotermeer) werd afgeschermd van de rest van de Sloterplas door middel van gordingen en houten loopbruggen. Zij liepen vanaf de oever met het zeshoekige bastion naar de eilanden en vervolgens weer terug naar de oevers. Bij herinrichting werd vanaf het strand behorende bij het Sloterparkbad een brug annex steiger neergelegd die zich tussen de twee eilanden splitst. Van de bruggen is verder niets bekend, anders dan dat ze van na 1984 dateren.

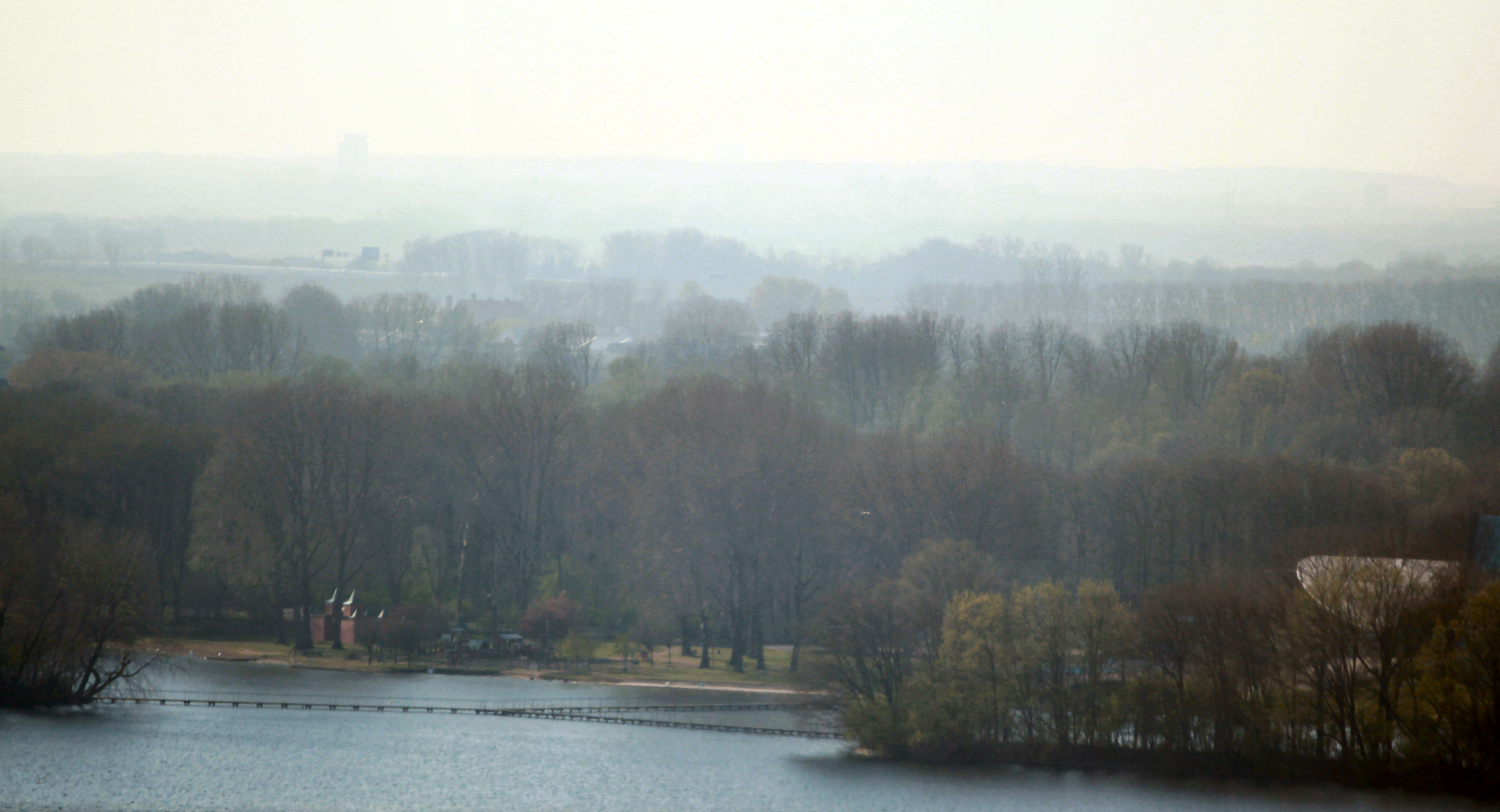
Overzichtsfoto bruggen 1819 en 1820 (maart 2022)
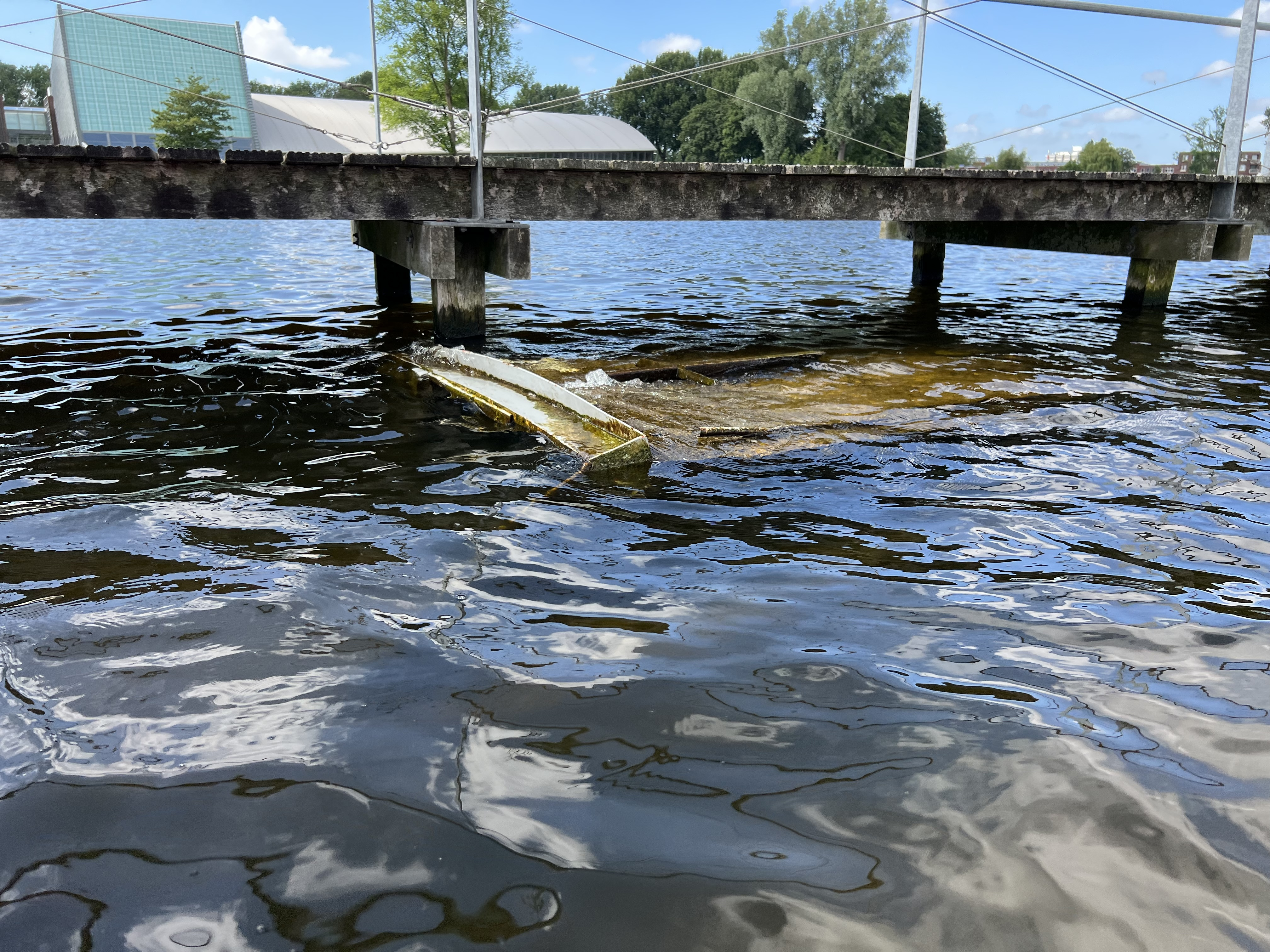
Eén van de bruggen naderbij (juni 2022)